# Анна Мстиславна
А́нна Мстисла́вна (? — до 1252) — галицька князівна, княгиня галицько-волинська і велика княгиня київська (1239—1241). Представниця роду Смоленських Мономаховичів з династії Рюриковичів. Донька галицького князя Мстислава Удатного і половецької князівни Марії. Дружина руського короля Данила Романовича (1219), шлюб з яким підкріпив легітимність претензій Данила на Галицьку спадщину і усунув суперництво серед Мономаховичів за Галицьку землю. Ймовірно Мстислав також пообіцяв зробити свого зятя, Данила, спадкоємцем і співправителем. Однак цей союз вже у 1221 р. дав тріщину — Данило не надав Мстиславу допомоги в боротьбі за Галич. Після цього Мстислав почав шукати нового спадкоємця, яким, за порадою боярства став угорський королевич Андрій, одружений з другою дочкою Мстислава — Марією.

## Біографія
1219 року Анна вийшла заміж за князя Данила Романовича, старшого сина першого галицько-волинського князя Романа Мстиславича, представника волинської гілки Мономаховичів. Цей шлюб був результатом порозумінням Смоленських Мономаховичів із Волинськими, які вели боротьбу за Галицьку спадщину, що спалахнула після загибелі Романа під Завихвостом в 1205 році.

## Сім'я
- Діти:
  - Іраклій (бл. 1223—до 1240), помер молодим
  - Лев (бл. 1228—бл. 1301), князь перемишльський (1240—1269), белзький (1245—1269), галицький (1264—1301)
  - Переяслава (?—1283) ∞ Земовит І, мазовецький князь
  - NN (?—?) ∞ Андрій, володимиро-суздальський князь
  - Софія (?—?) ∞ Генріх V, шварцбурзький граф
  - Роман (бл. 1230—бл. 1261), князь новогрудський (1251—1256), холмський (?—1261), герцог австрійський (1252—1254)
  - Мстислав (?—після 1292), князь луцький (1264—1292), володимирський (1288—1292)
  - Шварн (?—після 1292), князь холмський і великий князь литовський (1264—1269)

### Монографії
- Войтович Л.  Князівські династії Східної Європи (кінець IX — початок XVI ст.). Львів: Інститут українознавства, 2000.
- Войтович Л. Княжа доба: портрети еліти . — Біла Церква, 2006.
- Войтович, Л. Князь Лев Данилович [Архівовано 23 лютого 2020 у Wayback Machine.]. Львів, 2012.

### Статті
- Майоров А. В. Мстислав Удалой и Даниил Галицкий (Черты семейных отношений в практике политических союзов князей Древней Руси) // Вестник Удмуртского государственного университета. Серия «История», 2005, № 7.